# Rudolf Grüttner
Rudolf Grüttner (* 5. März 1933 in Schweidnitz) ist ein deutscher Gebrauchsgrafiker und Briefmarkenkünstler. Viele Jahre war er Professor für Gebrauchsgrafik und von 1988 bis 1991 Rektor an der Kunsthochschule Berlin-Weißensee.

## Leben
Nach seiner Lehre als Schildermaler von 1947 bis 1950 arbeitete Rudolf Grüttner zunächst als Plakatmaler bis 1952. Danach absolvierte er ein Studium der Gebrauchsgrafik an der Fachschule für angewandte Kunst in Berlin. Dem schloss sich ein Fernstudium an der Karl-Marx-Universität in Leipzig bis 1959 an, das er als Fachschullehrer beendete. In dieser Funktion arbeitete er 1959/60 an der Fachschule für angewandte Kunst in Berlin und anschließend bis 1966 als Chefgrafiker der Zeitschrift Freie Welt. Dann arbeitete er als freischaffender Gebrauchsgrafiker in Berlin. 1967 gründete er mit Otto Kummert, Harry Pflaum und Horst Wendt das Kollektiv von Gebrauchsgrafikern Ring 67.
Ab 1975 war Grüttner Dozent und ab 1978 Professor an der Kunsthochschule Berlin-Weißensee. Nach dem Ausscheiden von Walter Womacka war er von 1988 bis 1991 Rektor der Kunsthochschule.
Grüttner war bis 1990 Mitglied des Verbands Bildender Künstler der DDR und hatte in der DDR und im Ausland eine große Zahl von Einzelausstellungen und Ausstellungsbeteiligungen, u. a. 1958 und 1982 bis 1988 an der Vierten Deutschen Kunstausstellung und der VII. bis X. Kunstausstellung der DDR in Dresden.
Rudolf Grüttner entwarf zahlreiche Plakate, darunter von 1967 bis 1974 11 Filmplakate für den Progress-Filmvertrieb, Briefmarken, Schallplattenhüllen und Buchcover.

## Werkbeispiele
- 1966 Signet für den Sender Radio Berlin International
- 1967 Plakat zu Bertolt Brecht Der aufhaltsame Aufstieg des Arturo Ui, Staatsschauspiel Dresden
- 1967 Plakat zu Maxim Gorki Somow und andere, Staatsschauspiel Dresden
- 1970 Schallplattenhüllen zu Wilhelm Hauff Die Geschichte vom kleinen Muck / Die Geschichte vom Kalif Storch sowie zu Robert Louis Stevenson Der Flaschenteufel, Litera
- 1971 Plakat zu Paul Dessau Lanzelott, Staatsoper Dresden
- 1974 Plakat zu Pablo Neruda Glanz und Tod des Joaquin Murietas, Staatsschauspiel Dresden
- 1976 Plakat zu Friedrich Schiller Die Jungfrau von Orleans, Staatsschauspiel Dresden
- 1981 Plakat Der Frieden muß bewaffnet sein
- 1983 Ausstellungsgestaltung zur Luther-Ehrung der DDR
- 1984 Entwurf des Signets für das Schauspielhaus Berlin zusammen mit Axel Bertram
- 1984 Buchgestaltung Gesamtausgabe Nikolai Leskow, Berlin
- 1986 Plakat zu Leo Tolstoi Krieg und Frieden, Theater im Palast Berlin
- 1994 Entwurf der Briefmarke zum 100. Geburtstag von Willi Richter (Gewerkschafter)
- 1999 Buchgestaltung Hermann Raum Bildende Kunst in der DDR. Werke – Tendenzen – Bleibendes, Berlin
- 2009 Entwurf der Briefmarke zum 175. Geburtstag von Gottlieb Daimler
- 2017 Entwurf der Briefmarke zu 200 Jahre Fahrrad

## Ausstellungen seit der deutschen Wiedervereinigung (unvollständig)
- 2003 Lange Nacht der Plakate, Berlin
- 2013 Gebrauchsgrafik. Arbeiten aus fünf Jahrzehnten, Burg Beeskow

## Ehrungen (Auswahl)
- 1961: Medaille für ausgezeichnete Leistungen

- 1975: Kunstpreis der DDR
- 1978: Ehrendiplom und Medaille im internationalen Plakatwettbewerb zum 80. Geburtstag von Bertolt Brecht
- 1982: Kunstpreis der FDJ
- 1983: Kunstpreis des FDGB
- 1986: Nationalpreis der DDR II. Klasse
- 1986: Hans-Grundig-Medaille
- 1988: Goethepreis der Stadt Berlin